# Pomer (Saragossa)
Pomer ist ein nordspanischer Ort und eine Gemeinde (municipio) mit nur noch 24 Einwohnern (Stand: 2024) im Nordwesten der Provinz Saragossa im Westen der Autonomen Region Aragonien. Der Ort gehört zur bevölkerungsarmen Serranía Celtibérica.

## Lage und Klima
Der Ort Pomer liegt auf einer Anhöhe oberhalb des Quellgebiets des Río Aranda zu Füßen der maximal ca. 2315 m hohen Sierra de Moncayo etwa 130 km (Fahrtstrecke) westlich der Provinzhauptstadt Saragossa nahe der Grenze zur altkastilischen Provinz Soria in einer Höhe von ca. 1105 m; die sehenswerte Stadt Calatayud befindet sich knapp 50 km südlich. Das Klima ist gemäßigt bis warm; Regen (ca. 510 mm/Jahr) fällt mit Ausnahme der Sommermonate übers Jahr verteilt.

## Bevölkerungsentwicklung
| Jahr      | 1857 | 1900 | 1950 | 2000 | 2017 |
| Einwohner | 368  | 464  | 367  | 27   | 27   |

Die Mechanisierung der Landwirtschaft, die Aufgabe bäuerlicher Kleinbetriebe und der damit verbundene Verlust von Arbeitsplätzen führten in der zweiten Hälfte des 20. Jahrhunderts zu einem deutlichen Rückgang der Bevölkerung (Landflucht).

## Wirtschaft
Jahrhundertelang lebten die Bewohner des Ortes direkt oder indirekt als Selbstversorger von der Landwirtschaft, zu der auch die Viehhaltung gehörte. Heute spielen Obstbaumplantagen eine wesentliche Rolle im Wirtschaftsleben des Ortes; außerdem werden Ferienwohnungen (casas rurales) vermietet.

## Geschichte
Keltiberische, römische und westgotische Siedlungsspuren wurden bislang nicht entdeckt. Im 8. Jahrhundert drangen arabisch-maurische Heere bis ins obere Ebro-Tal vor, doch bis nach Pomer kamen sie anscheinend nicht. Um das Jahr 1120 wurde die Gegend von Alfons I. von Aragón zurückerobert (reconquista). Später war sie zwischen den Königreichen Aragón und Kastilien umstritten. Der Territorialstreit mit Kastilien endete erst mit der Eheschließung der Katholischen Könige Isabella I. von Kastilien und Ferdinand II. von Aragón im Jahr 1469.

## Sehenswürdigkeiten
- Die Pfarrkirche Nuestra Señora de la Asunción stammt aus der Mitte des 16. Jahrhunderts. Während die einschiffige Kirche mit Ausnahme der Ecksteine und des Portals aus unbehauenen Bruchsteinen errichtet wurde, ist das Glockengeschoss aus exakt behauenen Werksteinen gemauert. Kirchenschiff und polygonal schließender Chor werden von spätgotischen Rippengewölben überspannt; hier finden sich einige Kapitelle des romanischen Vorgängerbaus.[4]
- In das bröselige Felsgestein in der näheren Umgebung des Ortes wurden vom 17. bis 19. Jahrhundert mehrere Felskeller (bodegas) hineingehauen.